# Castel Focognano
Castel Focognano is een gemeente in de Italiaanse provincie Arezzo (regio Toscane) en telt 3364 inwoners (31-12-2004). De oppervlakte bedraagt 56,6 km², de bevolkingsdichtheid is 59 inwoners per km².

## Demografie
Castel Focognano telt ongeveer 1326 huishoudens. Het aantal inwoners daalde in de periode 1991-2001 met 0,4% volgens cijfers uit de tienjaarlijkse volkstellingen van ISTAT.
| Jaar | Inwoneraantal |
| ---- | ------------- |
| 1991 | 3343          |
| 2001 | 3331          |

## Geografie
De gemeente ligt op ongeveer 310 m boven zeeniveau.
Castel Focognano grenst aan de volgende gemeenten: Bibbiena, Capolona, Chiusi della Verna, Loro Ciuffenna, Ortignano Raggiolo, Poppi, Subbiano en Talla.

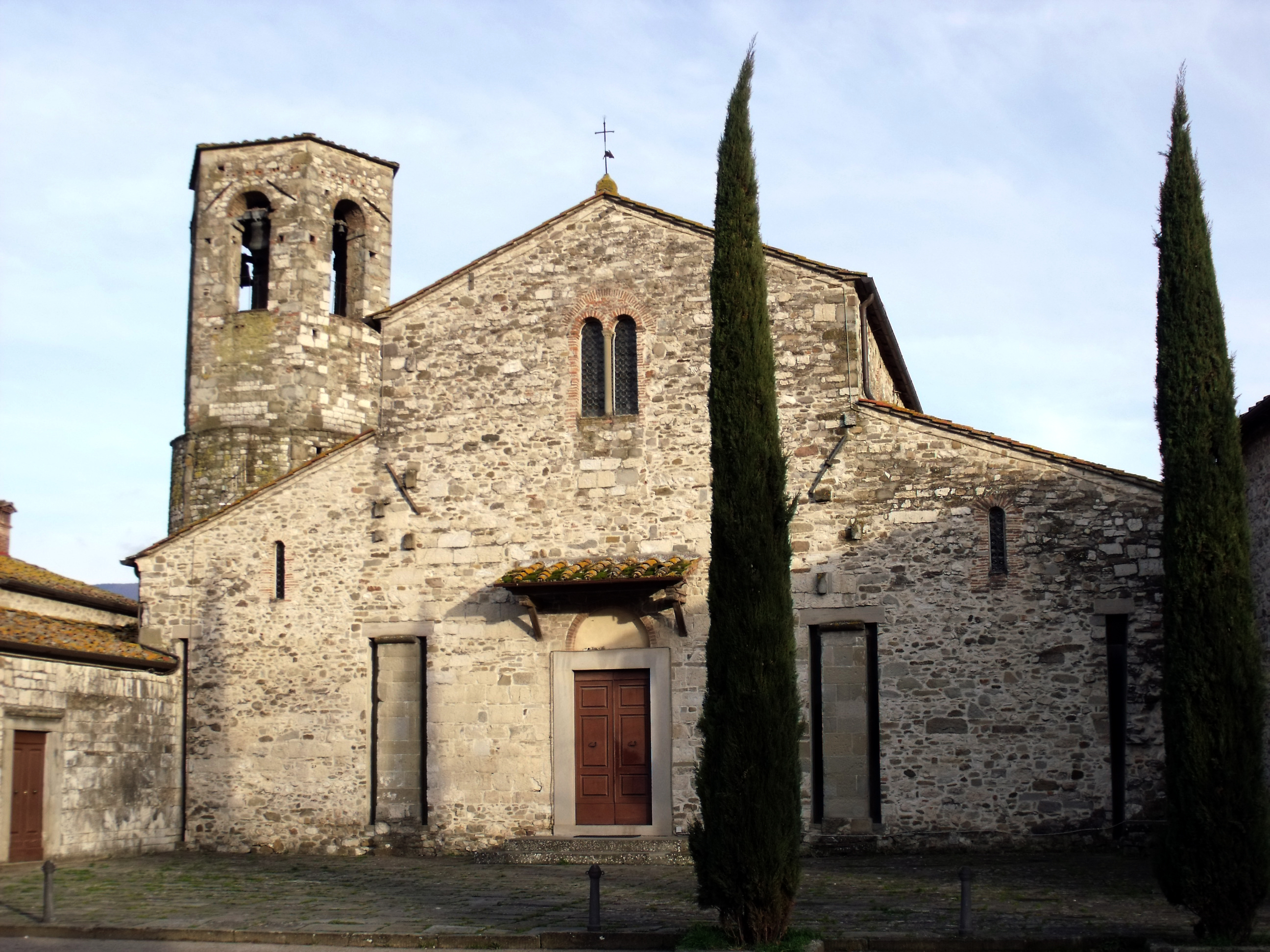
Kerk